# Territorio Indígena Telire
Telire es uno de los territorios indígenas del pueblo cabécar de Costa Rica, fundado en 1985.

La lengua cabécar es la más hablada por la población, en un 80% (alcanza hasta el 96% en Chirripó). Los cabécar son la comunidad indígena costarricense más aislada y de más difícil acceso, por lo que también es una de las que más ha preservado su cultura, idioma y religión.

## Geografía
Comprende la cuenca alta del río Telire. Es una región geográficamente aislada que colinda al sur con el Parque Internacional La Amistad.

## Demografía
Para el censo de 2011, este territorio tiene una población total de 545 habitantes, de los cuales 533 habitantes (97,80%) son autoidentificados cómo de etnia indígena.